# Grand Prix automobile de Grande-Bretagne 1995
Vous lisez un « article de qualité » labellisé en 2015.
GP précédent GP suivant
Le Grand Prix automobile de Grande-Bretagne 1995 (XLVIII RAC British Grand Prix), disputé le 16 juillet 1995 sur le circuit de Silverstone, dans le comté du Northamptonshire, en Angleterre, est la soixante-quatrième édition du Grand Prix, le 572e Grand Prix de Formule 1 couru depuis 1950 et la huitième manche du championnat 1995.
La course, de 61 tours, est remportée par Johnny Herbert (Benetton Formula), parti de la cinquième position. Jean Alesi (Scuderia Ferrari) finit deuxième et David Coulthard (Williams F1 Team) se classe troisième ; suivent Olivier Panis (Ligier), Mark Blundell (McLaren Racing) et Heinz-Harald Frentzen (Sauber). Le Grand Prix est marqué par la première victoire de Johnny Herbert en Formule 1 et la cinquième victoire de Benetton cette saison.
Cette épreuve est dominée par la lutte entre Michael Schumacher et Damon Hill pour le gain du championnat du monde. Hill démarre de la position de tête après des essais qualificatifs réalisés dans des conditions météorologiques variables et conserve son avantage au départ tandis que Schumacher, second sur la grille, est gêné par Jean Alesi au premier freinage. Bien que se trouvant derrière une Ferrari plus lente, Schumacher adopte une stratégie à un seul arrêt aux stands, plus favorable pour prendre l'ascendant sur Damon Hill, qui marque deux arrêts au stand. Schumacher, qui a pris la tête au quarante-deuxième tour, est percuté quatre tours plus tard par Hill qui tente de le dépasser, ce qui provoque leur double abandon. Johnny Herbert et David Coulthard, qui se battaient jusqu'alors pour le gain de la troisième place, se retrouvent en lutte pour la victoire. Si Coulthard dépasse Herbert, il est ensuite rétrogradé à la troisième position après une pénalité d'un stop-and-go pour vitesse excessive dans les stands, ce dont Jean Alesi profite pour lui ravir la seconde place.

## Contexte avant le Grand Prix

### Situation du championnat du monde
À l'approche du Grand Prix de Grande-Bretagne, Michael Schumacher, pilote Benetton, mène le championnat du monde des pilotes avec 46 points, devant Damon Hill, pilote Williams, qui en a 35. Ils sont suivis par les deux pilotes de la Scuderia Ferrari, Jean Alesi et Gerhard Berger, qui ont marqué 26 et 17 points. Le championnat du monde des constructeurs est lui plus disputé puisque Benetton, en tête du classement avec 48 points, ne devance que de quelques points Ferrari (43 points) et Williams (42 points).
Après un début de saison en demi-teinte, Schumacher, qui vient de remporter trois des quatre précédents Grands Prix, arrive à Silverstone avec le statut d'homme à battre. Damon Hill, qui a gagné l'édition précédente de l'épreuve, espère réitérer sa performance à domicile devant ses supporters. Le Britannique a réalisé le meilleur temps des essais privés de Silverstone organisés lors de la dernière semaine de juin 1995, devançant son coéquipier, David Coulthard, de près d'une seconde et Schumacher de deux dixièmes. Outre Williams et Benetton, les écuries McLaren, Jordan, Arrows et Pacific ont participé à ces essais. Damon Hill est d'autant plus sous pression que son épouse s'apprête à donner naissance à leur troisième enfant.

### Situation des pilotes

#### Les débuts de Max Papis

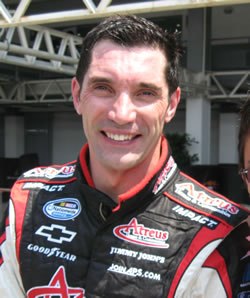
Massimiliano Papis dispute à Silverstone son premier Grand Prix de Formule 1.

Jackie Oliver, le patron de l'écurie Arrows en manque de liquidités, n'est plus en mesure d'apporter un complément financier à l'équipe et ne peut plus conserver son premier pilote, l'Italien Gianni Morbidelli, qui n'apporte aucun budget complémentaire, au contraire de son coéquipier. Si le Portugais Pedro Lamy est initialement contacté pour le suppléer, Massimiliano Papis, vainqueur d'une manche du championnat international de Formule 3000 1994 et pilote-essayeur de Team Lotus la même année (avant son retrait de la compétition à la fin de la saison) remplace finalement son compatriote. Papis apporte le soutien financier d'Altea, un fabricant de cravates, qui complète le revenu apporté par l'autre pilote-payant Taki Inoue, afin de couvrir le budget annuel de l'écurie. Papis était initialement pressenti pour remplacer le Japonais dont certaines rumeurs suggéraient que son apport financier s'était tari,. Morbidelli ne quitte pas pour autant Arrows puisqu'il en devient le pilote-essayeur, avant d'être à nouveau titularisé pour le Grand Prix du Pacifique, en fin de saison.

#### Premières annonces et rumeurs de transferts
Les discussions précédant le weekend de Grand Prix sont centrées sur les transferts des pilotes pour la saison 1996. L'avenir de Michael Schumacher, unique champion du monde du plateau et considéré comme le meilleur pilote de Formule 1 de l'époque, dicte le marché des transferts.
Les échanges les plus courus concernent l'éventuel départ de Schumacher de Benetton Formula vers la Scuderia Ferrari où il remplacerait Gerhard Berger, ce dernier envisageant de rejoindre Williams F1 Team. Berger, s'il ne confirme pas son propre transfert, déclare que l'arrivée de Schumacher chez Ferrari est d'ores et déjà actée.
L'avenir de Damon Hill au sein de Williams F1 Team semble incertain : annoncé par plusieurs journalistes chez Ferrari (où il ferait équipe avec son rival Schumacher, ce qui semble peu probable), Hill se verrait, selon ses propres termes, plutôt chez Benetton où il remplacerait Schumacher,.
Le vendredi 14 juillet, Julian Jakobi (l'ancien agent d'Ayrton Senna), Andrew Happel (l'agent de Johnny Herbert) et Tim Wright (l'agent de David Coulthard), tous trois éminents représentants de la société International Management Group de Mark McCormack, sont reçus par Frank Williams. Ceux-ci sont chargés par Craig Pollock, l'agent de Jacques Villeneuve (qui vient juste de remporter le Grand Prix automobile d'Elkhart Lake sur le circuit de Road America en CART), de multiplier les contacts avec Williams F1 Team afin de lui assurer un poste de titulaire en 1996.

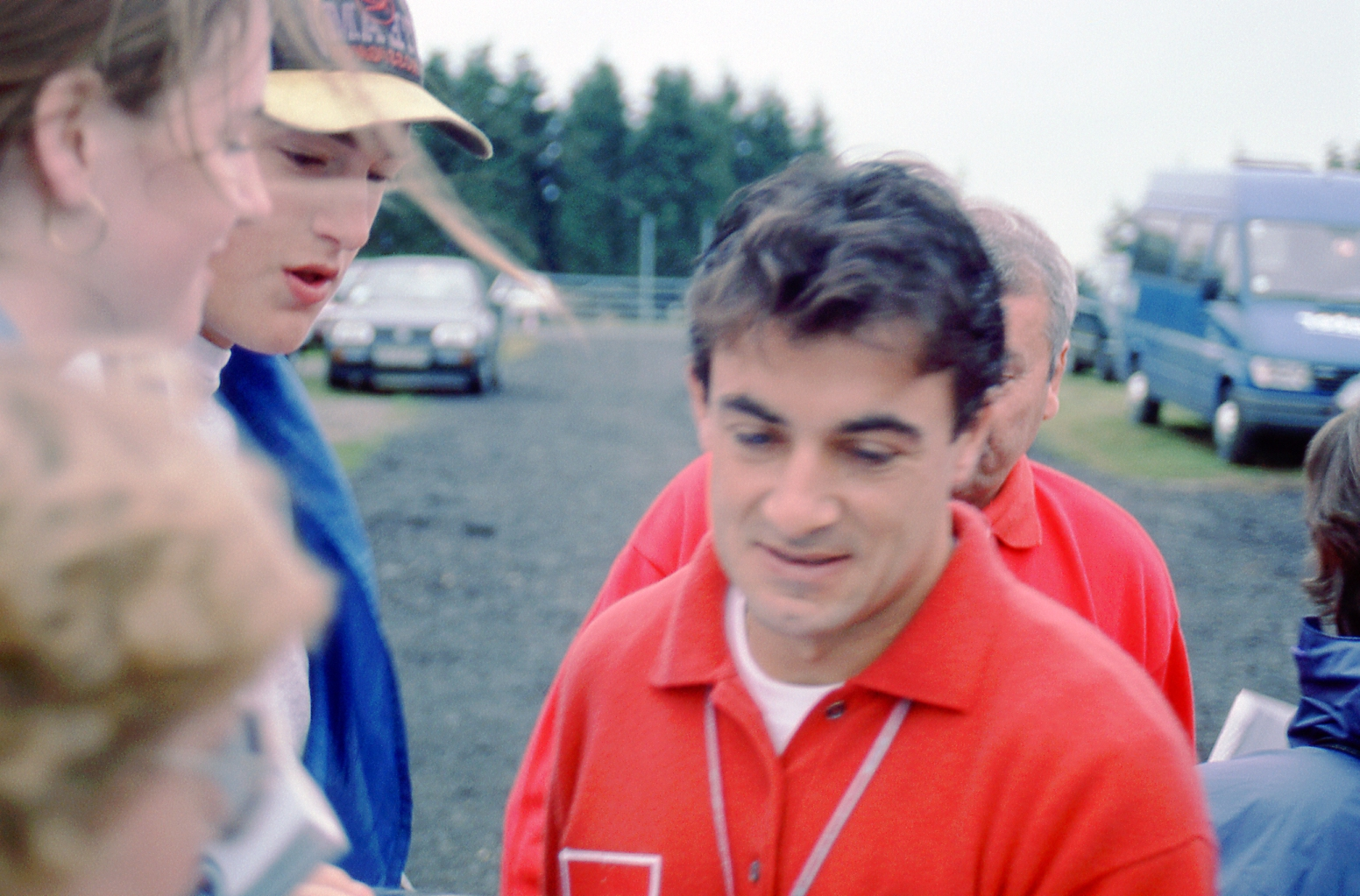
Jean Alesi, présent chez Ferrari depuis 1991, quitte l'écurie italienne à la fin de la saison.

McLaren disposant d'une option sur David Coulthard pour 1996, Heinz-Harald Frentzen (Sauber) est cité pour le remplacer comme titulaire chez Williams en 1996. L'Allemand ferait alors équipe avec le Français Jean Alesi, écarté par Ferrari au terme de la saison. Toutefois, d'autres bruits de paddock annoncent Frentzen chez McLaren dès le Grand Prix d'Allemagne à venir où il remplacerait Mark Blundell qui ne dispose que d'un contrat « course par course ».
L'Anglais Johnny Herbert, coéquipier de Schumacher chez Benetton, est sur le point de perdre son baquet au profit du pilote-essayeur de l'écurie, Jos Verstappen, sans volant de titulaire depuis la faillite de Simtek après le Grand Prix de Monaco. Malgré sa deuxième place en Espagne, Herbert reste largement dominé par Schumacher et impliqué dans deux accidents au départ des deux précédentes courses, au Canada et en France,. Flavio Briatore, qui porte la double casquette de directeur de Benetton et d'agent de Verstappen (à qui il doit contractuellement plusieurs courses) pourrait ainsi placer « gratuitement » son pilote comme titulaire dans son écurie. D'autres rumeurs annoncent le remplacement d'Herbert par Martin Brundle dès le prochain Grand Prix, en Allemagne.
Jos Verstappen est également cité comme remplaçant de l'Italien Andrea Montermini au sein de la modeste écurie Pacific Racing, en manque de liquidités, pour ce Grand Prix de Grande-Bretagne. En effet, les observateurs estiment que Montermini ne peut plus payer son baquet tandis que le Néerlandais pourrait le suppléer grâce au soutien du principal commanditaire de l'écurie, le fabricant hollandais de vodka Ursus ; Verstappen est néanmoins en lutte pour ce volant avec son compatriote Jan Lammers et avec le Suisse Jean-Denis Delétraz (censé disputer les quatre dernières manches de la saison). Montermini confirmé in-extremis pour la course de Silverstone, doit finalement être remplacé par un autre Italien dès l'épreuve suivante,.

#### Tensions entre Schumacher et Hill
Lors de la conférence de presse du jeudi, Damon Hill répond à la précédente attaque de son rival Michael Schumacher qui l'avait traité de « perdant » et avait enfoncé le clou en déclarant qu'il « aurait été plus inquiet cette saison si Alesi, Frentzen ou Hakkinen pilotait la Williams-Renault ». Le Britannique réplique : « Bien sûr, j'ai un ego et il me dit que je ne suis pas un perdant. Schumacher n'est qu'un clone, formaté par ses sponsors ». Mis au courant de ces propos, l'Allemand incrimine alors la presse en ces termes : « Tout cela est de la faute de la presse, du « bla-bla » de journalistes ». Une heure plus tard, au micro de TF1, Schumacher calme la situation en annonçant : « Je n'ai jamais parlé ainsi de Damon. J'ai simplement dit qu'il m'avait gêné à Magny-Cours de façon un peu tendancieuse ». Hill, soucieux à son tour de calmer la polémique, conclut en ces termes : « Je suis persuadé que Michael n'a pas dit ça aussi directement. On lui prête ces propos et c'est tout ».

### Situation des écuries

#### Minardi en crise

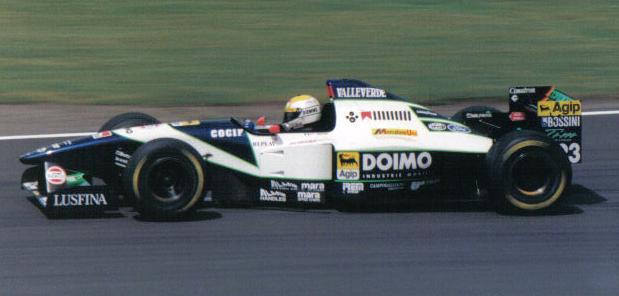
Les Minardi M195 ont failli ne pas être disponibles pour la course.

Lors du Grand Prix précédent, à Magny-Cours, Giancarlo Minardi, le patron de la Scuderia Minardi, mandate Dominique Dumas (entre autres avocat d'Alain Prost) pour plaider sa cause au tribunal de commerce de Nevers à propos de la saisie de ses monoplaces Minardi M195 à la suite d'un litige financier avec la société Grand Prix Engineering Sponsorship Limited. Si les monoplaces ne peuvent tourner durant toute la journée du vendredi, Dominique Dumas obtient une levée temporaire du séquestre pour les journées du samedi et dimanche ; les monoplaces restent toutefois bloquées en France à l'issue de la course.
L'affaire rebondit le 9 juillet, une semaine avant la course, lorsqu'Henry Peter (entre autres avocat de la Scuderia Ferrari) est mandaté par Grand Prix Engineering Sponsorship Limited pour régler le différend. Le lendemain, Minardi est mis en demeure de régler 430 000 £ pour disposer de ses monoplaces. L'avenir de l'écurie est en péril pendant plusieurs heures puis un compromis est adopté, permettant à l'équipe italienne de participer au Grand Prix de Grande-Bretagne.

#### Vers un rachat de Ligier?
En 1994, lorsque les aides au pilotage ont été interdites, le moteur Renault Sport n'a pas suffi à masquer les carences de la Ligier JS39B qui n'a marqué aucun point à mi-saison. Au printemps, Flavio Briatore, patron de Benetton Formula, rachète Ligier, financièrement aux abois. La manœuvre de Briatore n'est pas anodine puisque, désormais propriétaire des deux équipes, plus rien ne peut s'opposer au transfert du moteur Renault chez Benetton pour 1995. Ne pouvant gérer les deux équipes concomitamment, Briatore installe Tom Walkinshaw à la tête de Ligier. Le 14 juillet 1995, à l'occasion du Grand Prix de Grande-Bretagne, Guy Ligier, actionnaire minoritaire de l'écurie et Jean-Dominique Comolli, président de la SEITA (sponsor-titre de l'équipe Ligier Gitanes Blondes) quittent le circuit en hélicoptère pour Oxford où sont entamés les premiers pourparlers visant au rachat total de l'écurie par Walkinshaw et au déménagement des installations en Angleterre. Comolli annonce que, « quel que soit l'avenir de l'équipe, la SEITA souhaite poursuivre son partenariat financier en 1996, mais à la baisse ».

#### Retour de Steve Nichols chez McLaren
La semaine précédant le Grand Prix de Grande-Bretagne, Ron Dennis, le directeur de McLaren Racing, annonce le retour de l'ingénieur américain Steve Nichols présent au sein de l'équipe britannique de 1980 à 1989. Nichols, après être passé par la Scuderia Ferrari, Jordan Grand Prix et Sauber, est notamment chargé de superviser la conception de la prochaine monoplace de McLaren,,.

#### Tensions entre Williams et Renault
L'écurie Williams F1 Team entretient des relations difficiles avec son motoriste Renault Sport avec lequel elle est liée jusqu'à la fin de la saison 1997. Or le contrat d'exclusivité avec Renault que Williams détenait pour 1995 a été cassé avec la fourniture de blocs français à Benetton Formula. Dès lors, des rumeurs annoncent que Williams envisage d'utiliser des moteurs Mugen-Honda voire BMW à partir de 1996. Cette rumeur est renforcée par le fait que le motoriste nippon est, pour sa part, au centre d'une bataille judiciaire opposant Ligier qui utilise ses moteurs et la Scuderia Minardi à qui Mugen était initialement lié pour cette saison. Néanmoins, les observateurs pensent que si Frank Williams finira par signer un partenariat à long terme avec Ford-Cosworth, Peugeot ou Mercedes, il honorera son contrat avec Renault (le motoriste le plus performant de l'époque) tant que ses concurrents ne sont pas en mesure de produire des moteurs satisfaisants,.
Patrick Faure, le patron de Renault Sport, tempère néanmoins ces rumeurs en déclarant : « Bernard Dudot m'assure qu'il ne s'agit que d'une réaction épidermique. Frank Williams et Patrick Head n'apprécient pas les victoires de Benetton avec un moteur qui est aussi le leur. C'est humain, mais de là à remettre en question un partenariat comme le nôtre, il n'y a aucune raison ».

#### De nouvelles écuries pour 1996?
De nouvelles écuries souhaitent s'inscrire au championnat du monde de Formule 1. L'arrivée la plus commentée est celle du constructeur de voitures de courses japonais Dome qui a entamé le développement d'une monoplace de Formule 1 afin de préparer un éventuel engagement pour la saison 1997.
Un an après avoir annoncé sa volonté de s'engager dans la discipline-reine du sport automobile, l'équipe russe Partner F1 projette de construire une usine pour produire leurs futurs châssis et moteur, en France, à proximité du circuit du Val de Vienne près de Poitiers. Thierry Walgrave et Norbert Gerard, ex-ingénieurs chez le motoriste français Guy Nègre sont engagés afin de concevoir un moteur V8 tandis qu'un ingénieur britannique est chargé de concevoir la monoplace. Partner F1 annonce également avoir engagé comme pilote-essayeur le Belge Eric van de Poele présent en Formule 1 en 1991 et 1992.
Jean-Paul Driot, le patron de DAMS, écurie française de Formule 3000 qui n'a pas réussi à entrer en Formule 1 à cause de la faillite de l'écurie Larrousse avec laquelle il souhaitait s'associer, annonce qu'il veut engager, dès 1996, un châssis conçu en partenariat avec Reynard Motorsport et mis en construction à l'usine de la SNPE de Lille en septembre ; il précise que ce châssis doit être propulsé par un moteur V8 Ford-Cosworth ED et une boîte de vitesses X-Trac (DAMS disposait d'un contrat avec X-Trac pour 1995 mais, ayant renoncé à s'engager, elles ont été prêtées à la Scuderia Minardi qui dispose du même moteur après que cette dernière a vu son partenariat moteur avec Mugen-Honda cassé au profit de Ligier). Driot aimerait engager deux pilotes titulaires et un pilote-essayeur, ayant de préférence déjà couru pour lui comme les Français Olivier Panis et Érik Comas ou le Brésilien Tarso Marques, pilote de Formule 3000 de l'écurie en 1995. Il insiste sur le fait que la conjoncture économique est idéale pour les commanditaires français qui souhaiteraient investir dans l'écurie et menace de quitter le sport automobile s'il ne parvient pas à accéder à la Formule 1.

### Dernières évolutions des monoplaces
Plusieurs écuries ont apporté des modifications à leurs monoplaces en vue de l'épreuve britannique.

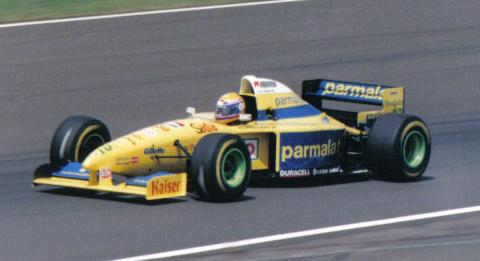
Roberto Moreno dispose d'une Forti FG01-95 à l'aérodynamique corrigée pour le Grand Prix de Grande-Bretagne 1995.

En fond de grille, Forti Corse présente une version revue de sa FG01-95. Si Pedro Diniz, a déjà conduit cette évolution de la monoplace lors du précédent Grand Prix, en France, Roberto Moreno dispose à son tour d'un châssis modifié. L'aérodynamique de la FG01-95 est améliorée grâce à un museau plus relevé et de nouveaux pontons. Les deux pilotes testent également une évolution du moteur V8 Ford-Cosworth ED lors des essais libres de Silverstone. Le châssis doit encore évoluer rapidement puisqu'un nouveau diffuseur est attendu pour la course suivante où l'empattement doit être porté de 2 881  à   2 931 mm. Par contre, l'équipe n'envisage toujours pas d'adopter une boîte de vitesses semi-automatique, et reste la seule écurie à ne pas en disposer,.
La Scuderia Ferrari a modifié l'aérodynamique de ses deux monoplaces après une étude approfondie en soufflerie à Bristol à l'échelle 1/2, visant à confirmer les données recueillies à Maranello avec une maquette à l'échelle 1/3. Les pontons de la 412 T2 sont modifiés et la nouvelle carrosserie arrière a désormais une forme en « bouteille de Coca-Cola » encore plus accentuée afin d'améliorer le flux d'air au niveau des pneumatiques. Un nouveau profil de diffuseur est également installé, assez semblable à celui du début de saison. Enfin, les ingénieurs sont revenus à la disposition d'ancrage des suspensions arrière retenue au Grand Prix de Monaco,.
Pour ce Grand Prix, Ligier a installé, pour la première fois cette saison, sur la JS41 de Martin Brundle, un système de direction assistée validé après une session de 1 000 km d'essais sur le circuit de Magny-Cours. Son coéquipier, Olivier Panis, qui avait utilisé un système similaire plus tôt dans la saison renonce à l'utiliser à Silverstone,.

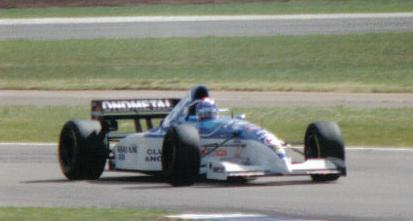
La Tyrrell 023 ne dispose plus de sa suspension arrière Hydrolink à partir du Grand Prix de Grande-Bretagne.

Le châssis Pacific PR02 piloté par Andrea Montermini est en passe d'être équipé d'un nouveau capot avant et d'un nouvel extracteur. Tyrrell Racing, renonce à utiliser, sur sa 023, son système de suspension à commande hydraulique hydrolink pourtant longuement testé lors des essais hivernaux. L'efficacité du système est une énorme déception pour l'écurie anglaise qui revient à un système conventionnel pour la suspension arrière (le système est finalement totalement abandonné, à l'avant et à l'arrière, dès la course suivante où des amortisseurs Penske classiques à réservoirs séparés sont installés).
McLaren a corrigé les problèmes de géométrie des suspensions, toujours équipées d'amortisseurs Penske, de la MP4/10B tandis que Mika Häkkinen dispose d'une version plus puissante du moteur V10 Mercedes-Ilmor pour le warm-up et la course. Le moteur, qui doit encore évoluer, n'est pleinement opérationnel que pour la course suivante, en Allemagne,.
Arrows a modifié les suspensions avant de sa FA16 en les équipant d'un nouveau déflecteur avant, solution largement inspirée des Minardi. Jordan a installé des capteurs sur les freins à disque de sa 195,.
Dans la semaine précédant la course, le designer en chef de Williams, Adrian Newey, relance la controverse qui a éclaté à l'ouverture du championnat, au Grand Prix du Brésil, concernant les fortes similitudes entre la Benetton B195 et la Ligier JS41 (deux monoplaces conçues par deux écuries qui appartiennent à Flavio Briatore). Bien que l'enquête de la Fédération internationale de l'automobile a conclu, à Saint-Marin, à la légalité de la JS41, Newey estime qu'« en ce qui concerne la géométrie des suspensions et l'aérodynamique, elles sont identiques […] en conclusion logique, nous sommes dans une situation similaire à celle de l'IndyCar. C'est très dangereux ». Concernant les préparatifs de Williams pour ce Grand Prix, les ingénieurs se sont contentés de légères améliorations visant à adapter au mieux le châssis aux circuits les plus rapides. Damon Hill a essayé une FW17 équipée de freins en acier au lieu des traditionnels freins en fibre de carbone, et s'est montré impressionné par leurs performances,,,,.

## Journée du vendredi

### Séance d'essais libres
| Pos. | Pilote             | Voiture          | Chrono         | Écart     |
| ---- | ------------------ | ---------------- | -------------- | --------- |
| 1    | Michael Schumacher | Benetton-Renault | 1 min 29 s 238 |           |
| 2    | Damon Hill         | Williams-Renault | 1 min 29 s 272 | + 0 s 034 |
| 3    | Jean Alesi         | Ferrari          | 1 min 29 s 661 | + 0 s 423 |
| 4    | David Coulthard    | Williams-Renault | 1 min 29 s 756 | + 0 s 518 |
| 5    | Gerhard Berger     | Ferrari          | 1 min 30 s 467 | + 1 s 229 |
| 6    | Johnny Herbert     | Benetton-Renault | 1 min 30 s 567 | + 1 s 329 |

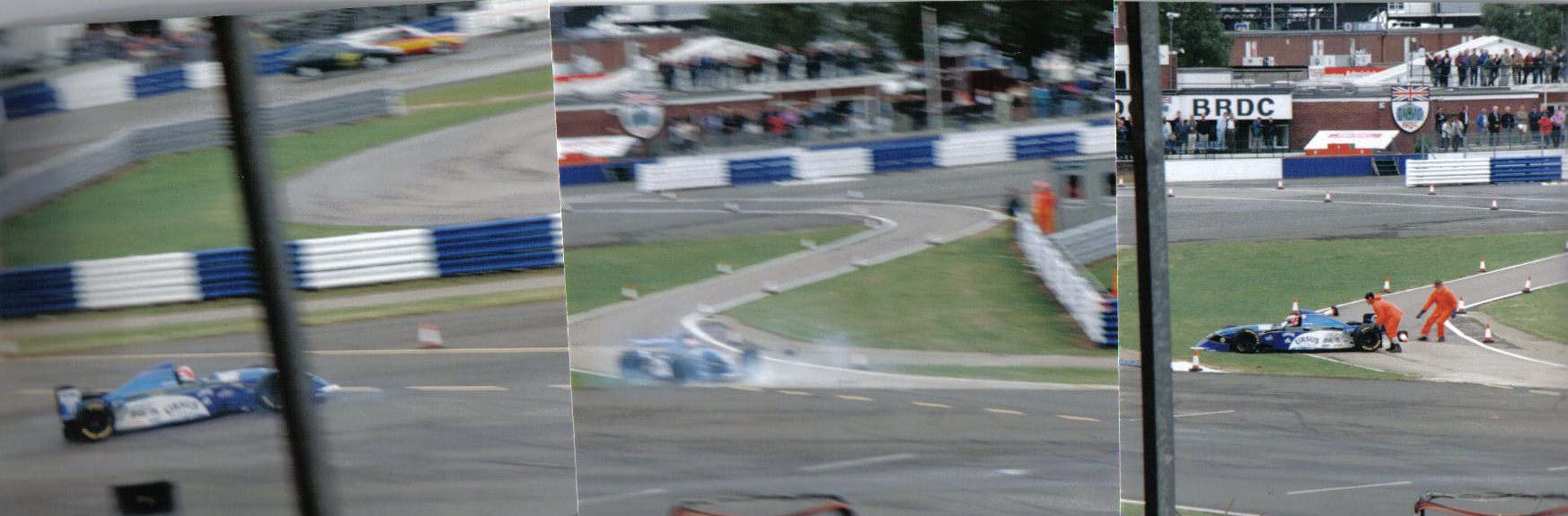
Clichés montrant la sortie de piste d'Andrea Montermini lors des essais libres du samedi.

La première séance d'essais libres du weekend de Grand Prix, d'une durée de 1 h 45 min, se déroule le vendredi 14 juillet de 9 h 30 à 11 h 15. Chaque pilote peut effectuer un maximum de vingt-trois tours chronométrés lors de chaque séance.
Disputée sous un temps sec et nuageux, la séance est dominée par Michael Schumacher (Benetton) qui réalise, d'entrée, le meilleur temps en 1 min 30 s 023, devançant son plus proche poursuivant, Damon Hill, de moins de quatre centièmes de seconde alors que les pilotes Ferrari Gerhard Berger et Jean Alesi en sont encore à effectuer leurs premiers réglages. Max Papis, pour ses débuts en Formule 1 avec Arrows, évolue à la dix-septième place tandis qu'Andrea Montermini ne tourne pas. Dans les derniers instants de la session, tous les pilotes haussent leur rythme ; Schumacher tourne en 1 min 29 s 6 et Coulthard en 1 min 29 s 9. Alesi réplique en 1 min 29 s 661 mais Schumacher réalise finalement le meilleur tour, en 1 min 29 s 238 devant Hill (1 min 29 s 272). Alesi, David Coulthard, Johnny Herbert et Berger complètent le top six, occupé par les pilotes des trois premières écuries du championnat du monde des constructeurs,.
En dépit de cette performance, le pilote allemand se dit mécontent du maniement de sa Benetton B195, estimant qu'elle sous-vire plus que lors des essais privés disputés sur ce même circuit.

### Séance de qualifications
| Pos. | Pilote             | Voiture          | Chrono         | Écart     |
| ---- | ------------------ | ---------------- | -------------- | --------- |
| 1    | Damon Hill         | Williams-Renault | 1 min 28 s 124 |           |
| 2    | Michael Schumacher | Benetton-Renault | 1 min 28 s 397 | + 0 s 273 |
| 3    | David Coulthard    | Williams-Renault | 1 min 28 s 947 | + 0 s 823 |
| 4    | Gerhard Berger     | Ferrari          | 1 min 29 s 657 | + 1 s 533 |
| 5    | Johnny Herbert     | Benetton-Renault | 1 min 29 s 867 | + 1 s 743 |
| 6    | Jean Alesi         | Ferrari          | 1 min 29 s 874 | + 1 s 750 |

37 000 spectateurs assistent à la première séance de qualification du weekend de Grand Prix, d'une durée d'une heure, le vendredi 14 juillet de 13 h à 14 h. Chaque pilote peut effectuer un maximum de douze tours lors de chaque séance de qualifications. S'il fait beau et que la piste est sèche, les pilotes doivent faire face à un fort vent de travers, en particulier dans les nombreux virages rapides du circuit.

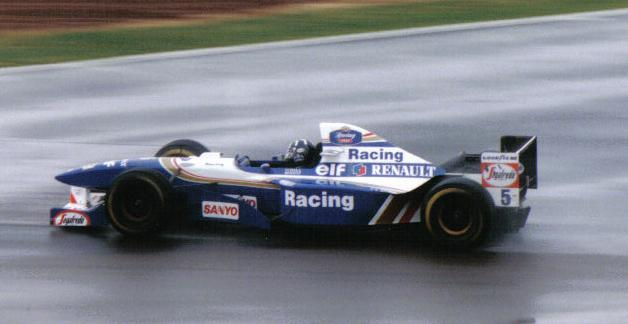
Damon Hill obtient la pole position à domicile pour la deuxième fois consécutive.

Jean Alesi et Gerhard Berger déclarent avoir « encore beaucoup de travail pour comprendre l'aérodynamique des nouveaux pontons et du diffuseur » de leur Ferrari. Si Rubens Barrichello, sur Jordan, est le premier en piste, Michael Schumacher est le plus véloce, en 1 min 29 s 151, après douze minutes. Alors que personne ne semble en mesure de battre le temps de l'Allemand, celui-ci tourne en 1 min 28 s 397 quarante minutes plus tard. Schumacher croit réaliser la meilleure performance de la séance quand Damon Hill, bien qu'en difficulté dans le dernier secteur, sinueux, du circuit (il s'arrête aux stands pour modifier les réglages de sa Williams) réalise, dans les dix dernières minutes de la séance, la pole position provisoire en 1 min 28 s 124. Schumacher, qui a augmenté la déportance de sa Benetton pour en compenser le sous-virage, ce qui a néanmoins entraîné une baisse significative de sa vitesse de pointe en ligne droite, se dit convaincu que « lui et son équipe amélioreront le comportement de sa monoplace pour les qualifications du lendemain »,,.
À l'issue de la séance, Damon Hill commente sa performance : « Ce dernier tour ressemblait plus à la manière dont je savais qu'il pouvait être fait. Il était juste question de réfléchir et de prendre plus de risques. Je suis un peu trop monté sur le vibreur à la sortie du dernier virage mais il était impossible de faire plus, même pour gagner une fraction de seconde. Vous devez juste garder le pied sur l'accélérateur et espérer que vous n'avez pas mis complètement la voiture dans l'herbe. Après mon meilleur tour, je pouvais voir que j'étais premier sur les immenses écrans de télévisions disposés le long du circuit et j'ai pensé que c'était une bonne nouvelle. Comme je roulais encore, il y avait des fans qui agitaient des drapeaux tout autour du circuit, ce que j'ai apprécié ».
David Coulthard, troisième temps de la séance à huit dixièmes de seconde de Hill, se plaint du vent qui rend très instable l'arrière de sa Williams, tout comme le pilote Benetton Johnny Herbert, cinquième des qualifications,,. Gerhard Berger et Jean Alesi réalisent les quatrième et sixième temps, désavantagés par un manque de vitesse de pointe par rapport au moteur Renault des Williams et des Benetton et par le fait que l'écurie italienne n'a pas été autorisée à participer aux essais privés à Silverstone avant le Grand Prix, conformément au règlement de la FIA. Jean Todt, le directeur de Ferrari, pense cependant que le manque d'essais est une « piètre excuse » pour expliquer la baisse de forme de son équipe à Silverstone par rapport aux précédentes manches du championnat,,.
Eddie Irvine, septième des qualifications malgré un problème récurrent d'équilibre de freins de sa Jordan, se place juste devant Mika Häkkinen, le pilote McLaren le plus rapide. La cinquième ligne de la grille est complétée par leurs coéquipiers, Rubens Barrichello et Mark Blundell. Martin Brundle, sur Ligier, se qualifie en onzième position en devançant de près d'une seconde son coéquipier Olivier Panis, treizième ; les deux pilotes se plaignent que leur monoplace supporte mal les bosses de la piste. Le premier pilote Sauber, Heinz-Harald Frentzen, se place entre les deux Ligier, et a établi un temps plus rapide d'une seconde et demi que celui de son coéquipier, Jean-Christophe Boullion, seizième des qualifications. Ukyo Katayama, sur Tyrrell, obtient la quatorzième place sur la grille, juste devant la Minardi de Pierluigi Martini, qui a réalisé sa meilleure performance en qualifications depuis le début de la saison. Derrière Boullion, Massimiliano Papis se qualifie en dix-septième position devant son coéquipier Taki Inoue, dix-neuvième. Entre ces pilotes Arrows, le second pilote Minardi, Luca Badoer, auteur du dix-huitième temps, n'a pu couvrir l'ensemble des tours qui lui étaient alloués, notamment en raison d'une rupture de sa boîte de vitesses. Le classement est complété par les Forti Corse de Pedro Diniz et Roberto Moreno, entre qui s'intercale la Pacific de Bertrand Gachot.
Mika Salo, qui ne s'est pas présenté au pesage, voit ses temps annulés et n'est donc, à l'issue de cette première journée, pas qualifié pour la course. C'est aussi le cas pour Andrea Montermini qui n'a pas pris part à la séance en raison d'une défaillance du maître-cylindre de frein de sa Pacific. Son écurie, ayant de faibles moyens, n'a pu apporter une monoplace de rechange pour ce Grand Prix. Schumacher et Luca Badoer sont tous deux partis en tête-à-queue, sans conséquence,.

## Journée du samedi

### Séance d'essais libres
| Pos. | Pilote                | Voiture            | Chrono         | Écart     |
| ---- | --------------------- | ------------------ | -------------- | --------- |
| 1    | Michael Schumacher    | Benetton-Renault   | 1 min 31 s 390 |           |
| 2    | Jean Alesi            | Ferrari            | 1 min 31 s 908 | + 0 s 518 |
| 3    | David Coulthard       | Williams-Renault   | 1 min 32 s 763 | + 1 s 373 |
| 4    | Johnny Herbert        | Benetton-Renault   | 1 min 33 s 062 | + 1 s 672 |
| 5    | Olivier Panis         | Ligier-Mugen-Honda | 1 min 33 s 637 | + 2 s 247 |
| 6    | Heinz-Harald Frentzen | Sauber-Ford        | 1 min 34 s 169 | + 2 s 779 |

La seconde séance d'essais libres du weekend de Grand Prix, d'une durée de 1 h 45 min, se déroule le samedi 15 juillet de 9 h 30 à 11 h 15. Comme il a plu depuis le milieu de la nuit, la piste est totalement détrempée à l'ouverture de la séance qui débute sous un temps sec. Au bout d'une demi-heure d'essais, quinze pilotes seulement ont pris la piste. Une averse survient en cours de session et le circuit ne commence à sécher que dans les cinq dernières minutes ; les temps au tour sont donc plus lents et plus étalés que ceux réalisés lors de la séance d'essais de la veille,,.
Avant l'averse, Jean Alesi est le plus rapide, devant David Coulthard (Williams) et Heinz-Harald Frentzen (Sauber) tandis que Roberto Moreno (Forti) est sorti légèrement de la piste. Damon Hill part en tête-à-queue à cause des conditions météorologiques difficiles et, au moment où il tente de repartir en piste, casse sa transmission ; il n'a pu effectuer que deux tours et ne réalise que le vingt-deuxième temps de la séance avec sa Williams FW17,,.
À la reprise, sur un circuit toujours aussi piégeux, Martin Brundle part en tête-à-queue. Mika Salo, soucieux de préserver sa Tyrrell pour pouvoir se qualifier l'après-midi, tourne peu. Alesi a une séance compliquée : il a effectué un tour rapide malgré le drapeau jaune brandi en raison des problèmes de Hill, puis s'est accroché avec la Pacific de Bertrand Gachot avant d'entrer au stand à vitesse rapide et doit manœuvrer pour éviter les commissaires qui poussent la Pacific d'Andrea Montermini. Les commissaires de course convoquent à tort son coéquipier Gerhard Berger. Néanmoins, le Français, une fois l'identité du bon pilote établie, n'est pas pénalisé,,.
Le pilote Benetton Michael Schumacher, meilleur temps en 1 min 31 s 390, déclare que le comportement de sa monoplace s'est beaucoup amélioré depuis vendredi. Il devance au classement Jean Alesi, David Coulthard, Johnny Herbert, Olivier Panis et Heinz-Harald Frentzen,,.

### Séance de qualifications
| Pos. | Pilote             | Voiture          | Chrono         | Écart     |
| ---- | ------------------ | ---------------- | -------------- | --------- |
| 1    | David Coulthard    | Williams-Renault | 1 min 48 s 012 |           |
| 2    | Michael Schumacher | Benetton-Renault | 1 min 48 s 204 | + 0 s 192 |
| 3    | Jean Alesi         | Ferrari          | 1 min 48 s 205 | + 0 s 193 |
| 4    | Mika Salo          | Tyrrell-Yamaha   | 1 min 48 s 639 | + 0 s 627 |
| 5    | Damon Hill         | Williams-Renault | 1 min 48 s 800 | + 0 s 788 |
| 6    | Rubens Barrichello | Jordan-Peugeot   | 1 min 49 s 152 | + 1 s 140 |

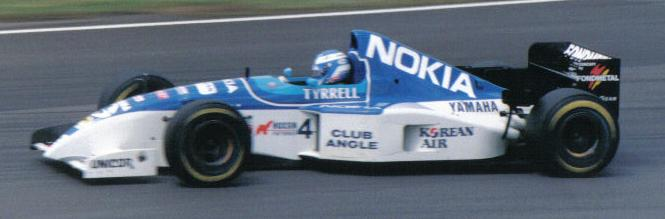
Mika Salo, quatrième temps de la séance, part de l'avant-dernière place sur la grille de Silverstone.

La seconde séance de qualification du weekend de Grand Prix, d'une durée d'une heure, se déroule le samedi 15 juillet de 13 h à 14 h.
Sur une piste totalement détrempée par un violent orage qui s'est abattu sur le circuit pendant la pause-déjeuner, Andrea Montermini et Mika Salo, non qualifiés la veille (ennuis de freins pour l'Italien et disqualification pour le Finlandais), sont les seuls à trouver un enjeu à cette session puisque la hiérarchie ne peut pas évoluer pour les autres pilotes. Le pilote Tyrrell réalise le quatrième temps de la séance, à douze secondes du temps effectué la veille par Roberto Moreno, et se qualifie en vingt-troisième position. Montermini, avec un temps plus lent de quatre secondes, est vingt-quatrième et dernier sur la grille.
Damon Hill est, lui aussi, assez assidu car il doit régler sa monoplace pour la pluie, ce qu'il n'a pas pu faire durant la matinée. David Coulthard réalise le meilleur temps d'une séance que Jean Alesi qualifie de satisfaisante. Le top dix est complété par Schumacher, Alesi, Salo, Hill, Barrichello, Brundle, Badoer, Irvine et Frentzen. Hill admet que cette séance est « un peu décevante » ; bien que ravi de sa pole position à domicile, il se montre prudent quant à ses espoirs en course puisqu'il n'a pas remporté cette saison les Grands Prix où il s'est élancé depuis la première place sur la grille. Schumacher, lui aussi déçu des conditions dans lesquelles se sont disputées ces qualifications, assure que sa monoplace est très compétitive tant sur piste sèche que sur piste humide,.
De nombreuses équipes ont choisi de peu rouler en raison des conditions climatiques, ce qui a déçu le public de Silverstone : Mika Häkkinen, Taki Inoue et Bertrand Gachot n'ont pas effectué le moindre tour chronométré tandis que Mark Blundell, Pedro Diniz et Pierluigi Martini n'ont fait que des tours d'installation,. D'autres pilotes, qui estimaient avoir réalisé des performances décevantes le vendredi, se sont montrés frustrés de ne pas pouvoir améliorer leur temps, comme Häkkinen et Irvine, qui avaient prévu de tourner avec des moteurs plus puissants qui leur auraient donné un avantage sur une piste sèche. Les mécaniciens de Benetton vivent en revanche une séance mouvementée : Schumacher part en tête-à-queue au virage Stowe et rejoint la piste en empruntant le tracé de l'ancien circuit alors que Herbert, en aquaplanage, perd le contrôle de sa monoplace dans le rapide virage de Copse et s'encastre dans un mur de pneumatiques. Le Britannique sort indemne de cet accident et ses mécaniciens parviennent à réparer la monocoque de sa B195 pour le lendemain,.
Le manque d'action en piste causé par la pluie ainsi que le format des qualifications, étalées sur deux jours, sont source de débats parmi les acteurs de la Formule 1, qui pensent que les spectateurs, estimés à 40 000, qui ont payé pour assister à la séance se sont sentis lésés, de même que ceux qui voulaient la regarder à la télévision. Ron Dennis, le directeur de McLaren, souhaite que les restrictions concernant l'utilisation des voitures de rechange (« mulets ») soient levées en cas de conditions météorologiques pluvieuses, tandis que Franck Coppuck, le concepteur de la Pacific PR02, préconise un barème de points pour les qualifications et l'addition des temps des deux jours. Max Mosley, le président de la FIA, annonce que le format des qualifications est en passe d'être réexaminé et que des changements peuvent être introduits pour 1996. En effet, c'est à cette date qu'ont été introduites les qualifications organisées sur une seule séance,,,,.
Mosley déclare à propos de ce débat : « Un grand nombre de chaînes de télévisions ont conscience que les qualifications peuvent être un temps fort du week-end. Nous avons trente pays qui retransmettent en direct l'épreuve de Silverstone et les téléspectateurs étaient assis là, à ne rien regarder. Nous devons faire quelque chose à ce sujet et ce sera discuté par la commission F1. Deux solutions sont possibles : additionner les temps du vendredi et du samedi, ce qui oblige les équipes à disputer ces séances de qualification indépendamment ou avoir des qualifications seulement le samedi. Ce n'est que mon avis, mais je préférerais la seconde. Vous pourriez avoir des sessions chronométrées, le vendredi, qui ne comptent pas pour le classement sur la grille, car, pour moi, le vendredi est une grosse perte de temps ».

## Grille de départ
| Pos. | No | Pilote                   | Écurie             | Temps Q1       | Temps Q2        | Écart      |
| ---- | -- | ------------------------ | ------------------ | -------------- | --------------- | ---------- |
| 1    | 5  | Damon Hill               | Williams-Renault   | 1 min 28 s 124 | 1 min 48 s 800  |            |
| 2    | 1  | Michael Schumacher       | Benetton-Renault   | 1 min 28 s 397 | 1 min 48 s 204  | + 0 s 273  |
| 3    | 6  | David Coulthard          | Williams-Renault   | 1 min 28 s 947 | 1 min 48 s 012  | + 0 s 823  |
| 4    | 28 | Gerhard Berger           | Ferrari            | 1 min 29 s 657 | 1 min 51 s 818  | + 1 s 533  |
| 5    | 2  | Johnny Herbert           | Benetton-Renault   | 1 min 29 s 867 | 1 min 55 s 011  | + 1 s 743  |
| 6    | 27 | Jean Alesi               | Ferrari            | 1 min 29 s 874 | 1 min 48 s 205  | + 1 s 750  |
| 7    | 15 | Eddie Irvine             | Jordan-Peugeot     | 1 min 30 s 083 | 1 min 51 s 045  | + 1 s 959  |
| 8    | 8  | Mika Häkkinen            | McLaren-Mercedes   | 1 min 30 s 140 | Pas de temps    | + 2 s 016  |
| 9    | 14 | Rubens Barrichello       | Jordan-Peugeot     | 1 min 30 s 354 | 1 min 49 s 152  | + 2 s 230  |
| 10   | 7  | Mark Blundell            | McLaren-Mercedes   | 1 min 30 s 453 | 56 min 10 s 060 | + 2 s 329  |
| 11   | 25 | Martin Brundle           | Ligier-Mugen-Honda | 1 min 30 s 946 | 1 min 49 s 414  | + 2 s 822  |
| 12   | 30 | Heinz-Harald Frentzen    | Sauber-Ford        | 1 min 31 s 602 | 1 min 51 s 059  | + 3 s 478  |
| 13   | 26 | Olivier Panis            | Ligier-Mugen-Honda | 1 min 31 s 842 | 1 min 51 s 657  | + 3 s 718  |
| 14   | 3  | Ukyo Katayama            | Tyrrell-Yamaha     | 1 min 32 s 087 | 1 min 52 s 054  | + 3 s 963  |
| 15   | 23 | Pierluigi Martini        | Minardi-Ford       | 1 min 32 s 259 | 2 min 13 s 471  | + 4 s 135  |
| 16   | 29 | Jean-Christophe Boullion | Sauber-Ford        | 1 min 33 s 166 | 1 min 51 s 086  | + 5 s 042  |
| 17   | 9  | Massimiliano Papis       | Arrows-Hart        | 1 min 34 s 154 | 1 min 53 s 097  | + 6 s 030  |
| 18   | 24 | Luca Badoer              | Minardi-Ford       | 1 min 34 s 556 | 1 min 50 s 959  | + 6 s 432  |
| 19   | 10 | Taki Inoue               | Arrows-Hart        | 1 min 35 s 323 | Pas de temps    | + 7 s 199  |
| 20   | 21 | Pedro Diniz              | Forti-Ford         | 1 min 36 s 023 | 5 min 51 s 829  | + 7 s 899  |
| 21   | 16 | Bertrand Gachot          | Pacific-Ford       | 1 min 36 s 076 | Pas de temps    | + 7 s 952  |
| 22   | 22 | Roberto Moreno           | Forti-Ford         | 1 min 36 s 651 | 1 min 56 s 374  | + 8 s 527  |
| 23   | 4  | Mika Salo                | Tyrrell-Yamaha     | Pas de temps   | 1 min 48 s 639  | + 20 s 515 |
| 24   | 17 | Andrea Montermini        | Pacific-Ford       | Pas de temps   | 1 min 52 s 398  | + 24 s 274 |

## Warm up
| Pos. | Pilote             | Voiture          | Temps          | Écart     |
| ---- | ------------------ | ---------------- | -------------- | --------- |
| 1    | Mika Häkkinen      | McLaren-Mercedes | 1 min 29 s 685 |           |
| 2    | Damon Hill         | Williams-Renault | 1 min 29 s 800 | + 0 s 115 |
| 3    | David Coulthard    | Williams-Renault | 1 min 29 s 901 | + 0 s 216 |
| 4    | Jean Alesi         | Ferrari          | 1 min 30 s 002 | + 0 s 317 |
| 5    | Gerhard Berger     | Ferrari          | 1 min 30 s 557 | + 0 s 892 |
| 6    | Michael Schumacher | Benetton-Renault | 1 min 30 s 665 | + 0 s 980 |

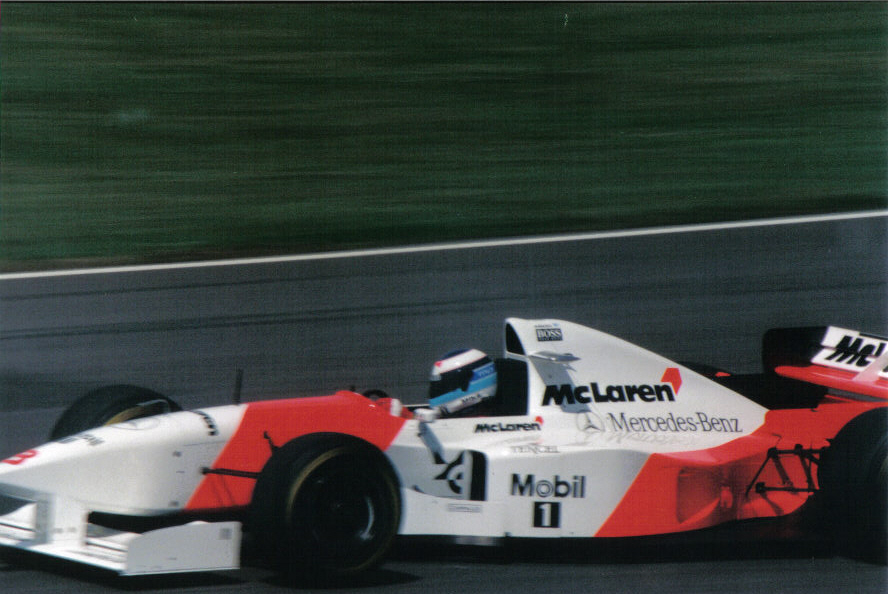
Doté d'un nouveau moteur Mercedes, Mika Häkkinen hisse sa McLaren en tête du warm up.

La session d'échauffement, d'une durée de trente minutes, se déroule le dimanche matin de 9 h 30 à 10 h, sous un temps sec. La séance, plus qu'un traditionnel « rodage », se transforme en véritable session d'essais pour parachever les réglages entrepris le vendredi et interrompus par la pluie du samedi,.
Mika Häkkinen, qui utilise son moteur Mercedes amélioré pour la première fois, réalise le meilleur temps de la séance en 1 min 29 s 685. Bien que ce tour ait été effectué avec des pneus neufs, contrairement à ses concurrents, il s'agit d'une performance encourageante pour McLaren qui a vécu une première moitié de saison difficile. Le Finlandais devance les pilotes Williams, Damon Hill et David Coulthard, les pilotes Ferrari, Jean Alesi et Gerhard Berger, ainsi que la Benetton de Michael Schumacher,.
Hill rapporte que sa monoplace est bien équilibrée en vue de la course tandis que Schumacher, focalisé sur des essais de consommation de carburant, n'a pas cherché à effectuer de tours particulièrement rapides (il annonce toutefois en avoir fini avec ses ennuis de survirage) ; Coulthard, quant à lui, déclare n'avoir toujours pas trouvé le bon équilibre de sa monoplace. Si Alesi et Berger sont très confiants et optimistes, Berger ne croit pas à une victoire Ferrari à Silverstone, sauf si la pluie est de la partie. Johnny Herbert ne se classe que douzième de cette séance d'échauffement à cause de la casse de ses amortisseurs remplacés à temps pour la course ; l'autre Britannique Martin Brundle se montre fébrile en effectuant deux sorties de piste,,.

## Course

### Déroulement de l'épreuve

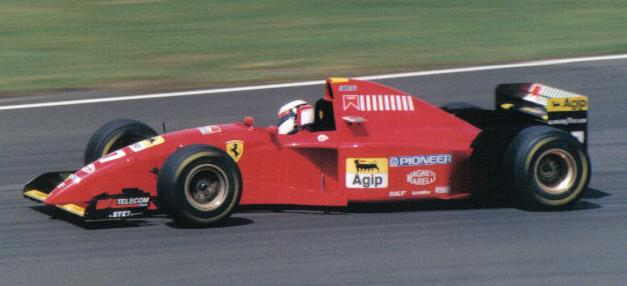
Jean Alesi, sixième sur la grille de départ, se retrouve deuxième à la sortie du premier virage.

S'il a plu une demi-heure avant le début de la course, l'averse cesse rapidement et la piste est presque entièrement sèche avant le départ, donné à 14 heures. La température de l'air est de 22 °C. Environ 110 000 spectateurs, dont 20 000 dans les tribunes, assistent à la course. Pour la première fois dans l'histoire du Grand Prix de Grande-Bretagne, les billets d'entrée sont limités afin que tous les spectateurs puissent bénéficier d'une vue correcte sur la piste,. Lors de son tour de mise en grille, Andrea Montermini effectue une simulation de départ, ce qui est interdit : Pacific Racing écope d'une amende de 5 000 dollars et son pilote d'une suspension de trois courses avec sursis.
Au départ de la course, Damon Hill (Williams) sort en tête du premier virage, tandis que Jean Alesi (Ferrari), qui a pris un excellent envol depuis la sixième place, se hisse en deuxième position après avoir dépassé Michael Schumacher (Benetton). Mika Salo, parti avant-dernier, se retrouve dix-septième dès la fin du premier tour alors que Gerhard Berger (Ferrari) et Eddie Irvine, qui luttent avec des problèmes d'embrayage, rétrogradent en neuvième et treizième position. À la fin du premier tour, Hill devance Alesi de 1 seconde ; derrière la Ferrari suivent Schumacher, Coulthard, Herbert, Häkkinen, Barrichello, Brundle, Berger, Frentzen, Blundell, Panis, Irvine, Martini, Katayama, Boullion, Salo, Papis, Inoue, Gachot, Badoer, Diniz, Montermini et Moreno. Au deuxième tour, Irvine, en tentant de dépasser Olivier Panis à la chicane Abbey, part en tête-à-queue et se retrouve en queue de peloton ; il abandonne peu après, victime de la casse de son moteur Peugeot. Pendant ce temps, Berger prend le meilleur sur Martin Brundle alors qu'Andrea Montermini dépasse Pedro Diniz. Hill porte son avance à plus de 6 secondes sur Alesi au cinquième tour (l'écart passe même à douze secondes au douzième tour),,.
Si Schumacher reste bloqué derrière le Français, les deux pilotes roulant même roues dans roues lors des premières boucles de l'épreuve, l'Allemand est incapable de se rapprocher suffisamment pour le dépasser en raison des turbulences aérodynamiques générées par la Ferrari. Le milieu de peloton est source de plus d'animation puisque Mark Blundell et Panis dépassent Heinz-Harald Frentzen dans les premiers tours, Ukyo Katayama et Jean-Christophe Boullion doublent Pierluigi Martini et Luca Badoer déborde Bertrand Gachot.
En fond de classement, Pedro Diniz effectue le premier de ses trois arrêts aux stands prévus dès le sixième tour car il veut faire examiner un problème de passage de vitesses décelé sur sa Forti ; il abandonne finalement huit boucles plus tard. Son coéquipier Roberto Moreno s'arrête au dixième tour et se retrouve à un tour des leaders,,.

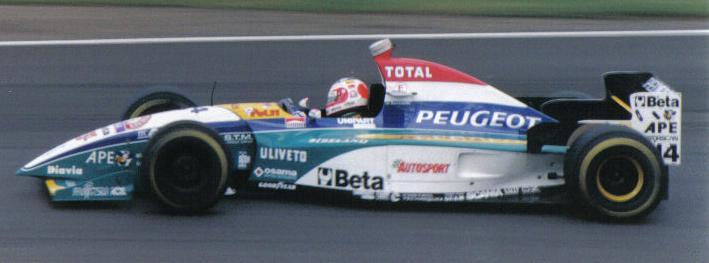
Rubens Barrichello, pénalisé pour avoir pris un faux-départ, s'accroche avec Mark Blundell en fin de course.

Alors que Hill accroît son avance, les commissaires de course informent les écuries Jordan Grand Prix et Ligier que Rubens Barrichello et Olivier Panis ont pris un faux-départ et sont sanctionnés d'un stop-and-go de dix secondes. Ces deux pilotes ont déjà été sanctionnés pour la même infraction à Monaco et en France. Panis observe sa pénalité au douzième tour et rétrograde de la onzième à la quatorzième place ; Barrichello l'exécute trois boucles plus loin et passe de la septième à la onzième position. Après la course, les deux pilotes contestent leur sanction,,,.
David Coulthard (Williams) effectue son premier arrêt aux stands au quinzième tour, imité par Schumacher qui, toujours bloqué par Alesi, choisit de ravitailler et de changer ses pneumatiques plus tôt que prévu afin de dépasser le Français lors de l'arrêt de ce dernier. De retour en piste, la Williams de Coulthard connaît une panne électrique qui affecte l'accélération lors des changements de vitesse mais le Britannique poursuit, en neuvième position,,. Les tours suivants connaissent un regain d'activité dans la voie des stands car les pilotes suivant une stratégie à deux arrêts observent leur premier ravitaillement au tiers de la course. Au dix-septième tour, Martin Brundle, septième au volant de sa Ligier, part en tête-à-queue à Luffield et s'enlise dans les graviers. Taki Inoue, dix-huitième, abandonne après avoir fait la même erreur, entraînant le calage de son moteur. Dans le même tour, Andrea Montermini, alors en dix-neuvième place, s'arrête aux stands et en ressort en conservant sa position. Au tour suivant, Alesi s'arrête aux stands et en ressort derrière Schumacher et devant Coulthard. Barrichello prend le meilleur sur Heinz-Harald Frentzen et se hisse à la neuvième place,,. Débarrassé d'Alesi, Schumacher réduit progressivement son retard sur Hill qui avait atteint 19,5 secondes,.
Mika Salo, qui s'est arrêté au dix-neuvième tour, repart derrière Papis et les pilotes Minardi mais regagne une place lorsque Jean-Christophe Boullion s'arrête au tour suivant. À ce stade de la course, Mika Häkkinen et Gerhard Berger sont quatrième et cinquième ; ils abandonnent tous deux au vingt-et-unième tour, la McLaren du Finlandais souffrant d'un problème électronique qui a entraîné une défaillance du système hydraulique tandis que l'Autrichien part en tête-à-queue peu après son arrêt aux stands en raison d'une roue avant gauche mal fixée.
Les derniers pilotes n'ayant pas encore effectué leur premier arrêt le font aux vingt-et-unième et vingt-deuxième tour : Johnny Herbert, troisième, ravitaille et conserve sa position en sortant devant Alesi et Coulthard ; Mark Blundell rétrograde de la quatrième à la septième place et Bertrand Gachot reste seizième. Barrichello et Panis observent aussi leur premier arrêt régulier, le Brésilien passant de la septième à la huitième position tandis que le Français perd deux places en repartant onzième. Hill s'arrête au vingt-deuxième tour et quitte les stands à neuf secondes de Schumacher, désormais en tête. Durant ce même tour, Montermini, dix-septième, abandonne à cause d'une sortie de piste ; Ukyo Katayama, qui n'a pas encore effectué de ravitaillement, abandonne au tour suivant sur panne d'essence. À la fin du vingt-troisième tour, Schumacher mêne devant Hill, Herbert, Alesi, Coulthard, Frentzen, Blundell, Barrichello, Martini, Papis, Panis, Badoer, Salo, Boullion, Gachot et Moreno,,.

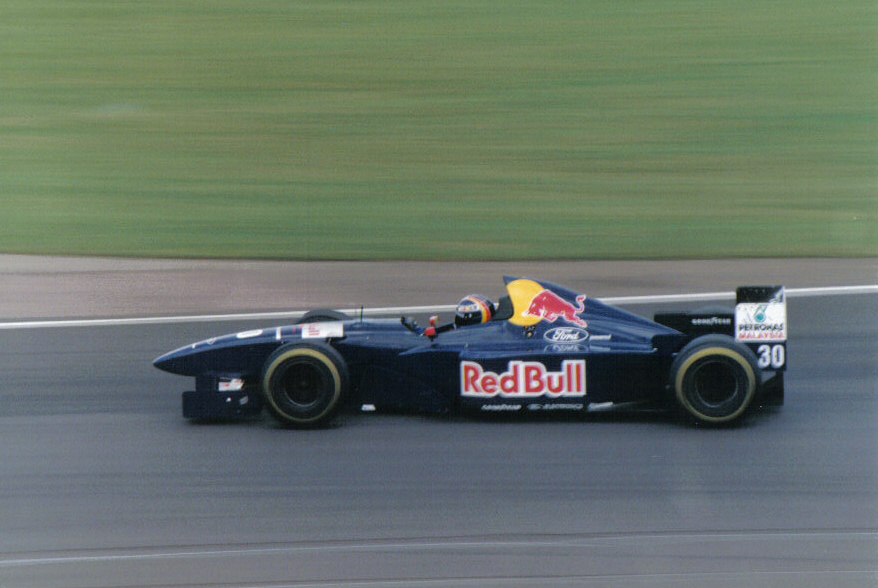
Heinz-Harald Frentzen est l'un des rares pilotes à opter pour une stratégie à un arrêt, plus judicieuse qu'une stratégie à deux arrêts.

Avec ses nouveaux pneus, Hill réduit de neuf secondes son retard sur Schumacher. Après quelques tours, l'Allemand accroît à nouveau l'écart car sa Benetton est moins chargée en carburant que la Williams du Britannique. À la mi-course, il devient évident que les deux pilotes de tête sont sur une stratégie à deux arrêts : il ne leur en reste qu'un à effectuer d'ici l'arrivée. Heinz-Harald Frentzen, Massimiliano Papis, Pierluigi Martini et Luca Badoer sont les seuls à opter pour une stratégie à un seul arrêt. Olivier Panis profite des difficultés de Papis et de Martini en pneus usés pour les doubler peu après son deuxième arrêt. Papis effectue son premier arrêt au vingt-huitième tour mais endommage les suspensions de son Arrows en tapant le muret de la voie des stands ; il abandonne à cause d'un tête-à-queue dans le même tour, sa monoplace étant devenue inconduisible.
Au tour suivant, Frentzen passe de la sixième à la huitième place après son unique arrêt aux stands puis est dépassé par Panis quatre boucles plus tard. Au trentième tour, Luca Badoer perd trois places après son arrêt et se retrouve treizième ; son coéquipier Pierluigi Martini, dixième deux tours plus tard, occupe la treizième place à l'issue de son arrêt. Hill reprend la tête de la course à la faveur de l'arrêt de Schumacher au trente-et-unième tour ; l'Allemand reprend la piste en deuxième place avec vingt secondes de retard sur le Britannique. Hill pilote à un rythme soutenu afin de se construire une avance solide qui lui permettrait de conserver sa position après son deuxième arrêt : il réalise le meilleur tour en course au trente-huitième tour en 1 min 29 s 752. À la boucle suivante, Mika Salo effectue le premier son deuxième ravitaillement, suivi par Alesi, Herbert, Barrichello, Boullion, Gachot, Blundell, Panis et Coulthard. Bien que ce dernier devance Alesi à la sortie des stands, son arrêt se révèle mouvementé à cause d'une défaillance électronique de sa Williams : son limiteur de vitesse n'a pas fonctionné et Coulthard a dépassé la vitesse maximale de 80 km/h autorisée dans la voie des stands ; il écope d'un stop-and-go de dix secondes.
Hill, qui possède vingt-sept secondes d'avance sur Schumacher, observe son deuxième arrêt au quarante-et-unième tour. Les deux pilotes se retrouvent au même niveau lorsque le Britannique ressort des stands. Le pilote Benetton, plus rapide dans ce secteur, dépasse la Williams dans l'enchaînement rapide des virages Maggotts, Becketts et Chapel. À l'issue du quarante-quatrième tour, Schumacher devance Hill tandis que Herbert et Coulthard se battent pour le gain de la troisième place ; suivent Alesi, Blundell, Barrichello, Panis, Frentzen (doublé par le Français pour la troisième fois), Martini, Badoer, Salo, Boullion, Gachot et Moreno (qui abandonne quatre tours plus tard d'un manque de pression hydraulique dans les soupapes du moteur de sa Forti),,.

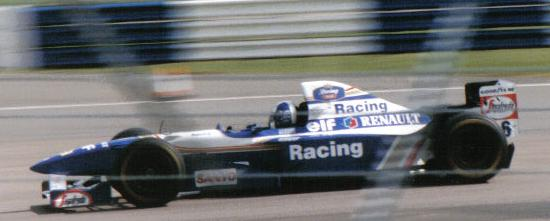
David Coulthard, alors en tête de l'épreuve, est pénalisé pour un excès de vitesse dans la voie des stands.

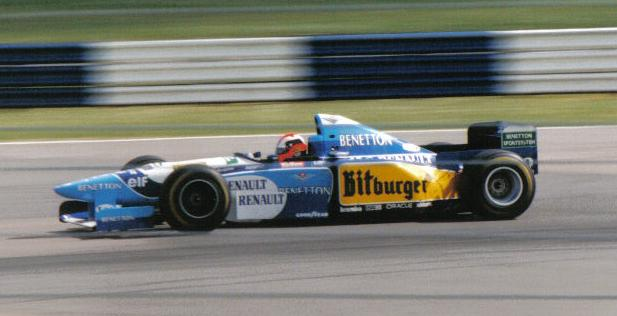
Johnny Herbert remporte à Silverstone sa première victoire en Grand Prix.

Si Schumacher et Hill disposent de charges de carburant équivalentes, le pilote Williams bénéficie de pneumatiques neufs et réduit l'écart à moins d'une demi-seconde. Au quarante-sixième tour, Hill tente une manœuvre de dépassement au virage Stowe mais échoue en raison de la présence de la Sauber de Boullion, à qui ils prennent un tour. Dans le même tour, Hill tente une seconde attaque à l'intérieur du virage Priory alors que Schumacher négocie le virage en conservant sa trajectoire : les deux monoplaces entrent en collision et terminent leur course dans le bac à graviers. Leur abandon permet à leurs coéquipiers respectifs de se battre pour la victoire : Coulthard tente de dépasser Herbert dans le virage où Hill et Schumacher se sont accrochés, sans succès. Si Coulthard n'est pas encore informé par son équipe de son stop-and-go à cause de son excès de vitesse car elle ne veut pas le distraire, il prend connaissance de sa pénalité sur l'un des écrans géants disposés le long du circuit. Il dépasse Herbert au quarante-neuvième tour puis observe sa pénalité deux boucles plus loin. Il ressort des stands en troisième position, derrière Alesi. Ce dernier, qui roule loin derrière Herbert, ralentit encore son rythme dans les derniers tours de l'épreuve à cause d'une baisse de la pression d'huile de sa Ferrari,.
Les trois premières places semblant désormais figées jusqu'à l'arrivée, l'attention des observateurs se porte sur Rubens Barrichello, bloqué derrière la McLaren de Mark Blundell, moins rapide que lui. Dans l'avant-dernier tour, le Brésilien tente de dépasser le Britannique qui défend sa position ; les deux pilotes s'accrochent, le pilote Jordan abandonne tandis que Blundell termine sa course avec un pneu arrière gauche crevé, ce qui permet à Olivier Panis de le dépasser au dernier tour. Barrichello a connu une mésaventure similaire avec un pilote McLaren lors du Grand Prix de Grande-Bretagne 1994, où il a percuté Mika Häkkinen dans le dernier virage du dernier tour alors qu'ils luttaient pour la quatrième place,.
Johnny Herbert franchit le premier la ligne d'arrivée après soixante-et-un tours parcourus et remporte, pour son soixante-et-onzième départ en Formule 1 (pour soixante-quatorze engagements) son premier Grand Prix, une performance qui lui permet de passer de la sixième à la quatrième place du championnat du monde des pilotes. Jean Alesi et David Coulthard complètent le podium, ce qui permet à Ferrari, deuxième du championnat des constructeurs, de disposer d'une courte avance sur Williams F1 Team. Olivier Panis se classe quatrième devant Mark Blundell qui boucle son dernier tour sur trois roues. Heinz-Harald Frentzen marque le point de la sixième place en terminant à un tour de Herbert et en devançant de quarante secondes un groupe composé de Pierluigi Martini, Mika Salo et Jean-Christophe Boullion. Salo tente de dépasser Martini dans les derniers tours mais sa manœuvre sur la ligne droite de Hangar Straight se solde par une toupie dans l'herbe. Luca Badoer termine avec dix secondes de retard sur ce groupe, dépassé par Boullion lors de son dernier ravitaillement. Rubens Barrichello se classe onzième, devant Bertrand Gachot qui termine à trois tours du vainqueur, franchissant la ligne d'arrivée pour la première fois depuis le Grand Prix de Belgique 1992,.

### Classement de la course

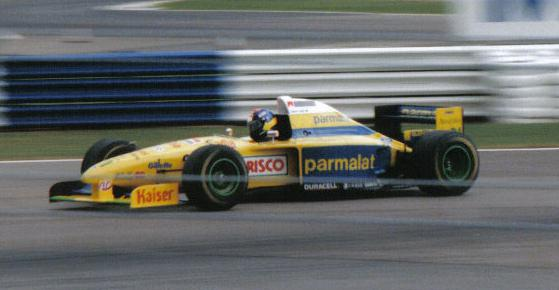
Pedro Diniz sur Forti au Grand Prix de Grande-Bretagne 1995.

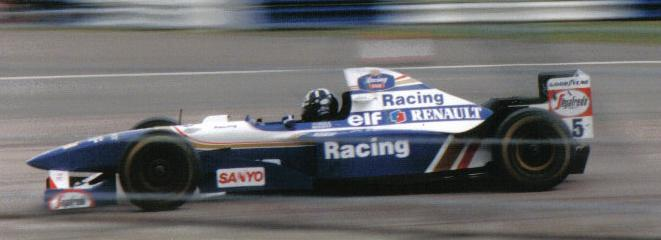
Damon Hill au Grand Prix de Grande-Bretagne 1995.

| Pos. | No | Pilote                   | Écurie             | Tours | Temps/Abandon                      | Grille | Points |
| ---- | -- | ------------------------ | ------------------ | ----- | ---------------------------------- | ------ | ------ |
| 1    | 2  | Johnny Herbert           | Benetton-Renault   | 61    | 1 h 34 min 35 s 093 (195,683 km/h) | 5      | 10     |
| 2    | 27 | Jean Alesi               | Ferrari            | 61    | + 16 s 479                         | 6      | 6      |
| 3    | 6  | David Coulthard          | Williams-Renault   | 61    | + 23 s 888                         | 3      | 4      |
| 4    | 26 | Olivier Panis            | Ligier-Mugen-Honda | 61    | + 1 min 33 s 168                   | 13     | 3      |
| 5    | 7  | Mark Blundell            | McLaren-Mercedes   | 61    | + 1 min 48 s 172                   | 10     | 2      |
| 6    | 30 | Heinz-Harald Frentzen    | Sauber-Ford        | 60    | + 1 tour                           | 12     | 1      |
| 7    | 23 | Pierluigi Martini        | Minardi-Ford       | 60    | + 1 tour                           | 15     |        |
| 8    | 4  | Mika Salo                | Tyrrell-Yamaha     | 60    | + 1 tour                           | 23     |        |
| 9    | 29 | Jean-Christophe Boullion | Sauber-Ford        | 60    | + 1 tour                           | 16     |        |
| 10   | 24 | Luca Badoer              | Minardi-Ford       | 60    | + 1 tour                           | 18     |        |
| 11   | 14 | Rubens Barrichello       | Jordan-Peugeot     | 59    | Collision                          | 9      |        |
| 12   | 16 | Bertrand Gachot          | Pacific-Ford       | 58    | + 3 tours                          | 21     |        |
| Abd. | 22 | Roberto Moreno           | Forti-Ford         | 48    | Soupape                            | 22     |        |
| Abd. | 1  | Michael Schumacher       | Benetton-Renault   | 45    | Collision                          | 2      |        |
| Abd. | 5  | Damon Hill               | Williams-Renault   | 45    | Collision                          | 1      |        |
| Abd. | 9  | Massimiliano Papis       | Arrows-Hart        | 28    | Suspension                         | 17     |        |
| Abd. | 3  | Ukyo Katayama            | Tyrrell-Yamaha     | 22    | Panne d'essence                    | 14     |        |
| Abd. | 17 | Andrea Montermini        | Pacific-Ford       | 21    | Sortie de piste                    | 24     |        |
| Abd. | 8  | Mika Häkkinen            | McLaren-Mercedes   | 20    | Boîte de vitesses                  | 8      |        |
| Abd. | 28 | Gerhard Berger           | Ferrari            | 20    | Roue                               | 4      |        |
| Abd. | 25 | Martin Brundle           | Ligier-Mugen-Honda | 16    | Sortie de piste                    | 11     |        |
| Abd. | 10 | Taki Inoue               | Arrows-Hart        | 16    | Sortie de piste                    | 19     |        |
| Abd. | 21 | Pedro Diniz              | Forti-Ford         | 13    | Boîte de vitesses                  | 20     |        |
| Abd. | 15 | Eddie Irvine             | Jordan-Peugeot     | 2     | Sortie de piste                    | 7      |        |

### Pole position et record du tour
Damon Hill signe au Brésil la huitième pole position de sa carrière, la huitième pour le compte de l'écurie Williams. Cette pole position est la soixante-dix-huitième de l'écurie Williams F1 Team et la cent-deuxième pour Renault en tant que motoriste.
Damon Hill signe le douzième meilleur tour en course de sa carrière, le douzième pour le compte de Williams. C'est le quatre-vingt-sixième meilleur tour en course signé par Williams et le soixante-douzième du motoriste Renault.
- Pole position :  Damon Hill (Williams-Renault) en 1 min 28 s 124 (vitesse moyenne : 206,686 km/h)[58]
- Meilleur tour en course :  Damon Hill (Williams-Renault) en 1 min 29 s 752 au 37e tour (vitesse moyenne : 202,838 km/h)[58].

### Tours en tête
Damon Hill, parti de la pole position, garde la tête de la course jusqu'à son premier arrêt aux stands, au vingt-deuxième tour. Michael Schumacher prend la première place jusqu'à son arrêt au trente-et-unième tour, où Hill reprend sa position pendant dix tours. L'Allemand dépasse alors le Britannique et reste en tête jusqu'au quarante-cinquième tour, lors duquel il abandonne à la suite d'un accrochage avec Hill. Johnny Herbert prend alors la première place pendant trois tours avant d'être dépassé par Coulthard. Ce dernier rend sa position au pilote Benetton au cinquante-et-unième tour après avoir observé une pénalité. Herbert conserve la tête jusqu'au drapeau à damier,.
- Damon Hill : 32 tours (1-22 / 32-41)
- Michael Schumacher : 13 tours (23-31 / 42-45)
- Johnny Herbert : 14 tours (46-48 / 51-61)
- David Coulthard : 2 tours (49-50)

## Après course

### Première victoire de Johnny Herbert

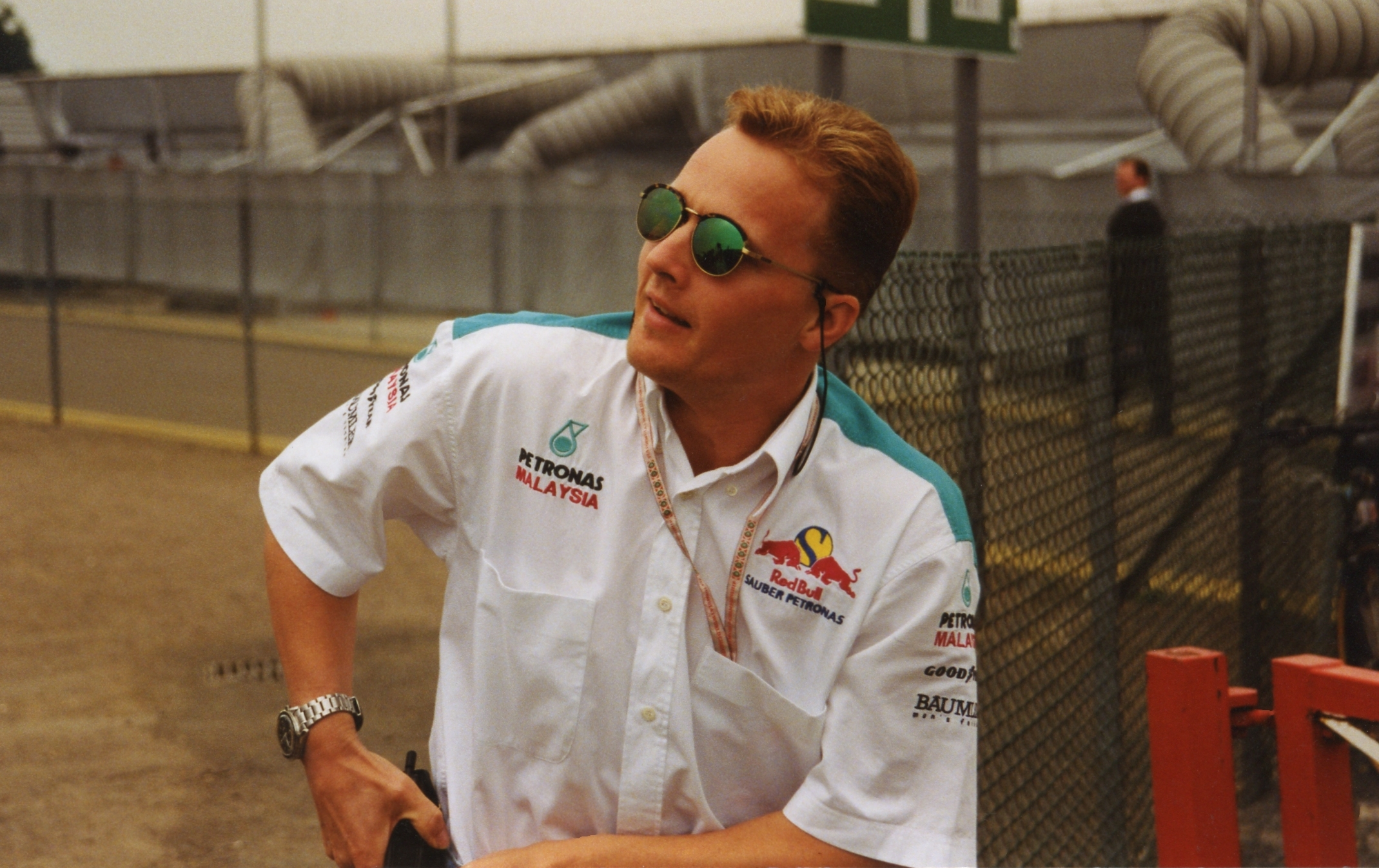
Johnny Herbert, ici en 1997, remporte sa première victoire en Formule 1 après 71 départs.

La première victoire de Johnny Herbert est particulièrement célébrée par les spectateurs de la course et les membres de l'écurie Benetton Formula, celle-ci étant obtenue à domicile, et survenue après de nombreux déboires durant la carrière du Britannique, comme le grave accident dont il a été victime à Brands Hatch lors du Championnat international de Formule 3000 1988, où de graves blessures aux jambes ont menacé la suite de sa carrière. Lors de la conférence de presse d'après-course, Herbert rend hommage aux trois personnes qui l'ont le plus soutenu dans sa carrière : sa femme Becky, son directeur sportif Peter Collins qui l'a « fait entrer en Formule 1 deux fois » et Flavio Briatore, le directeur de Benetton Formula qui l'a engagé en 1995. Sa victoire est également fêtée par ses parents, Bob et Jane, qui vendent des produits dérivés sur le circuit durant la conférence de presse. Le succès du Britannique lui permet par ailleurs de conserver son baquet, menacé par Jos Verstappen, pressenti pour le remplacer dès la course suivante.
Au sujet de sa victoire, Johnny Herbert déclare : « La sensation que j'éprouvais ici était fantastique, gagner ici, en Angleterre, mon pays. Le soutien que les fans m'ont apporté était fantastique et je comprends maintenant ce que Nigel Mansell et Damon Hill voulaient dire lorsqu'ils parlaient à ce sujet. Dès lors que j'étais en tête, la foule a commencé à agiter l'Union Jack le long du circuit mais je me suis concentré sur mon travail. Je pensais à la voiture et à tout ce qui pourrait aller mal dans les dix derniers tours. Mais tout s'est bien passé. J'aurais dû parier sur moi, comme j'étais donné à 25 contre 1 pour la victoire, mais je ne l'ai pas fait. Je devrais avoir plus confiance en moi. Maintenant, je pense que cette victoire devrait être un bon coup de pouce pour ma carrière et je me sens dorénavant beaucoup plus confiant ».
Comme de coutume depuis plusieurs années, le weekend se conclut par un concert où prennent part plusieurs pilotes de Formule 1. Entre les motorhomes Elf et Jordan Grand Prix, Chris Rea, est accompagné par Damon Hill à la guitare, Mika Häkkinen, Eddie Irvine et David Coulthard aux percussions, Heinz-Harald Frentzen, Eddie Jordan et Nick Mason (le batteur du groupe Pink Floyd passionné de sport automobile qui a participé plusieurs fois aux 24 Heures du Mans et à la Carrera Panamericana) à la batterie et Johnny Herbert au chant. Cette année, le titre le plus souvent interprété durant la soirée par cet orchestre d'un jour est Johnny B. Goode.
Deuxième de l'épreuve, Jean Alesi se dit très heureux de sa performance et a admis abandonner tout espoir de gagner le Grand Prix dans la deuxième moitié de la course, sachant qu'il lui serait impossible de dépasser Herbert ou David Coulthard,. Ce dernier connaît un résultat amer : bien qu'heureux d'avoir terminé la course malgré les problèmes électroniques de sa Williams, il est déçu d'avoir manqué une victoire quasi certaine à cause de sa pénalité pour excès de vitesse dans la voie des stands. Quelques jours plus tard, il décrit ce Grand Prix de Grande-Bretagne à la presse comme « un de ces jours décevants où tout va mal ».

### L'accident de Hill et Schumacher
Dès 17 heures, dans le paddock, Michael Schumacher expose aux journalistes sa vision de l'accrochage avec Hill : « Il a voulu passer à un endroit où il n'y avait manifestement pas la place ». La réponse de Damon Hill ne se fait pas attendre : « Schumacher m'a simplement fermé la porte ». Frank Williams, le patron de l'écurie Williams F1 Team pour laquelle pilote Hill n'hésite pas à prendre parti contre son employé en déclarant : « Rien à dire, pas de contestation… Damon est responsable ». Il poursuit en expliquant que Hill devait absolument doubler Schumacher avant que ses pneus neufs ne perdent leur efficacité mais qu'il a commis l'erreur de trop se hâter pour le faire.
Les journalistes britanniques Alan Henry, Nigel Roebuck, et suisse Domenjoz estiment que la tentative de dépassement par l'intérieur de Hill était trop optimiste mais n'y voient pas d'intention malveillante. La collision a éclipsé le fait que, selon Roebuck, Benetton avait choisi une meilleure stratégie de course que Williams et que le pilote allemand aurait eu une avance confortable s'il n'avait pas été bloqué derrière Alesi en début de course,,. L'ancien pilote de Formule 1 Jonathan Palmer, consultant pour la BBC, déclare que la manœuvre du Britannique était le résultat d'un « afflux de sang à la tête ». Toutefois, le journaliste Joe Saward estime que Schumacher a joué un rôle dans cette collision, en prenant une trajectoire plus large que d'habitude dans le virage Priory, encourageant ainsi Hill à tenter un dépassement. La conclusion du collège des commissaires de course de la FIA est plus nuancée puisque les deux pilotes reçoivent chacun une réprimande. Les commissaires annoncent qu'« à l'avenir, ces pilotes ne devront plus se comporter de cette façon », sous peine de sanctions plus sévères.
Dans la semaine suivant la course, il a été rapporté dans plusieurs journaux britanniques que Frank Williams, le patron de l'écurie Williams F1 Team, s'est rendu dans le garage de Benetton Formula après la course afin de présenter des excuses à Michael Schumacher et Flavio Briatore pour l'accident, où il aurait dit que Hill était un « imbécile ». Le même jour, un porte-parole de l'équipe Williams a déclaré que Hill est soutenu par Frank Williams et son directeur technique Patrick Head et que l'incident était un élément naturel de la course automobile. Frank Williams a ensuite publié un communiqué personnel niant les faits rapportés par la presse,,. Hill a quant à lui téléphoné à Bernie Ecclestone, le propriétaire des droits commerciaux de la Formule 1, afin d'obtenir des conseils sur la manière dont il devait gérer la situation. Ecclestone lui a conseillé de s'excuser auprès de Schumacher, ce qu'il refuse de faire. L'accident entre les deux pilotes reste le principal sujet de conversation lors du Grand Prix d'Allemagne, la course à domicile du Britannique étant immédiatement suivie par celle à domicile du pilote Benetton.
Les commissaires de course ont également enquêté sur la collision de Rubens Barrichello et Mark Blundell au soixantième tour. Le Brésilien accuse le Britannique de l'avoir testé au freinage, provoquant l'accident en changeant de trajectoire trop rapidement alors que le pilote McLaren Racing nie ces dires, mettant en avant un accident similaire entre Barrichello et Mika Häkkinen la saison précédente. Les commissaires leur infligent une sévère réprimande.

## Statistiques
Le Grand Prix de Grande-Bretagne 1995 représente :
- la 1re victoire pour Johnny Herbert[70],[71] ;
- la 20e victoire pour Benetton en tant que constructeur[72] ;
- la 65e victoire pour Renault en tant que motoriste[73] ;
- le 1er Grand Prix pour Massimiliano Papis qui remplace Gianni Morbidelli[70],[74].

Au cours de ce Grand Prix :
- en se classant vingtième au départ, Pedro Diniz obtient sa meilleure qualification depuis ses débuts dans la discipline[70]. Sur l'ensemble de sa carrière, sa meilleure qualification est une huitième place en Belgique en 1997[75],[76] ;
- pour la seconde fois consécutive, Rubens Barrichello et Olivier Panis sont pénalisés pour avoir anticipé le départ de la course[70] ;
- Damon Hill, Michael Schumacher et Rubens Barrichello reçoivent un avertissement de la direction de course[70].

## Classements généraux à l'issue de la course
Benetton et Williams ont été disqualifiés lors du Grand Prix inaugural du Brésil pour utilisation de carburant non conforme à la réglementation de la Formule 1. L'échantillon d'essence prélevé à l'issue de la course ne correspondait pas aux spécifications de l'échantillon témoin fourni à la FIA. Les écuries ont fait appel de cette décision, ce qui a conduit à une annulation de la sanction concernant les pilotes qui ont conservé leurs points, mais un maintien de la pénalité pour les écuries. Benetton a ainsi perdu les 10 points de la victoire de Michael Schumacher et Williams les 6 points de la seconde place de David Coulthard, d'où une différence entre les points obtenus par ces écuries et les totaux des résultats de leurs pilotes,.
| Pos. | Pilote                | Écurie             | Points |
| ---- | --------------------- | ------------------ | ------ |
| 1    | Michael Schumacher    | Benetton-Renault   | 46     |
| 2    | Damon Hill            | Williams-Renault   | 35     |
| 3    | Jean Alesi            | Ferrari            | 32     |
| 4    | Johnny Herbert        | Benetton-Renault   | 22     |
| 5    | Gerhard Berger        | Ferrari            | 17     |
| 6    | David Coulthard       | Williams-Renault   | 17     |
| 7    | Rubens Barrichello    | Jordan-Peugeot     | 7      |
| 8    | Olivier Panis         | Ligier-Mugen-Honda | 7      |
| 9    | Eddie Irvine          | Jordan-Peugeot     | 6      |
| 10   | Mark Blundell         | McLaren-Mercedes   | 5      |
| 11   | Mika Häkkinen         | McLaren-Mercedes   | 5      |
| 12   | Heinz-Harald Frentzen | Sauber-Ford        | 5      |
| 13   | Martin Brundle        | Ligier-Mugen-Honda | 3      |
| 14   | Gianni Morbidelli     | Arrows-Hart        | 1      |

| Pos. | Écurie             | Points |
| ---- | ------------------ | ------ |
| 1    | Benetton-Renault   | 58     |
| 2    | Ferrari            | 49     |
| 3    | Williams-Renault   | 46     |
| 4    | Jordan-Peugeot     | 13     |
| 5    | McLaren-Mercedes   | 10     |
| 6    | Ligier-Mugen-Honda | 7      |
| 7    | Sauber-Ford        | 5      |
| 8    | Arrows-Hart        | 1      |